# HIP 11915
HIP 11915 è una stella di tipo G (nana gialla) analoga al Sole situata a 175 anni luce di distanza dalla Terra nella costellazione della Balena. La designazione deriva dal numero assegnato (11915) nel catalogo Hipparcos La sua luce è fievole perché questa possa essere vista ad occhio nudo, ma rimane comunque visibile con un buon binocolo.. La massa e le dimensioni sono circa le stesse della nostra stella, e la temperatura di pochi gradi inferiore (5760 K, così come leggermente inferiore è la metallicità, dell'87% di quella del Sole. Queste caratteristiche ne fanno una delle migliori candidate per essere considerata gemella del Sole.

## Caratteristiche
HIP 11915 è una stella di tipo spettrale G2V, con una temperatura che è sempre stata stimata prossima alla temperatura del Sole, con differenze di pochi gradi a seconda dei diversi studi. Di massa e dimensioni simili al Sole, pare solo leggermente più giovane, con un'età che si aggira sui 4 miliardi di anni, rispetto ai 4,6 miliardi di anni del Sole. Date le proprietà molto simili anche la luminosità è equivalente a quella solare.
Nella tabella sotto una comparazione tra le proprietà del Sole e di HIP 11915.
| Stella    | Distanza (a.l.) | Classe | Massa (M⊙) | Raggio (R⊙) | Temperatura (K) | Metallicità (Fe/H) | Età (Ga) |
| --------- | --------------- | ------ | ---------- | ----------- | --------------- | ------------------ | -------- |
| Sole      | 0               | G2V    | 1          | 1           | 5 778           | 0                  | 4,6      |
| HIP 11915 | 190             | G5V    | 0,99       | 1,01        | 5 773           | −0,057             | 3,9      |

## Sistema planetario
Il sistema contiene un gigante gassoso, HIP 11915 b, con una massa ed un'orbita molto simile a Giove, situata approssimativamente alla stessa distanza della sua stella. La scoperta di HIP 11915 b è importante perché è il primo e, ad oggi, l'unico sistema planetario trovato che potrebbe essere in qualche modo simile al nostro.
I dati ricevuti dalla velocità radiale indicano che non ci sono altri giganti gassosi più grandi con un periodo orbitale minore di 1000 giorni. Questo significa che potrebbero esserci uno o più pianeti simili alla Terra nella parte interna del sistema.
Questa scoperta è avvenuta all'osservatorio cileno di La Silla attraverso l'utilizzo del ricercatore planetare per velocità radiale ad alta precisione montato sul telescopio di 3,6 metri dell'Osservatorio europeo australe.
Jorge Meléndez, che ha guidato il team dell'università di São Paulo in Brasile, ha rilasciato un'intervista nella quale dichiara: "la missione di trovare un pianeta terra 2.0 ed un sistema solare 2.0, è uno dei più eccitanti lavori nell'astronomia". Oltre che per le sue proprietà fisiche e per ospitare un gemello gioviano, un'altra similitudine con Sole è la sua composizione chimica e l'abbondanza dei diversi elementi riscontrati nel suo spettro. Per questi motivi il sistema di HIP 11915 risulta al 2021 il miglior candidato per la ricerca di analoghi terrestri.

### Prospetto del sistema
| Pianeta | Tipo            | Massa   | Raggio | Periodo orb. | Sem. maggiore | Eccentricità | Scoperta |
| ------- | --------------- | ------- | ------ | ------------ | ------------- | ------------ | -------- |
| b       | Gigante gassoso | 0,99 MJ | -      | 10,49 anni   | 4,8 UA        | 0,1±0,07     | 2015     |